# إسمنت العظم
إسمنت العظم (بالإنجليزية: Bone cement)‏ هو مادة تستخدم منذ أكثر من نصف قرن في تثبيت المفاصل الصناعية بملئ الفراغات بين المفصل وبين سطح العظم الداخلي. وهذا الأسمنت ما هو إلا مسحوق مادة زجاجية مبلمرة هي بولي ميثيل ميثاكريلات (بالإنجليزية: polymethyl methacrylate; PMMA)‏ يستخدم بعد مزجه بمذيب سائل هو الميثايل ميثاكريلات (وهو مونومر). استخدم أسمنت العظام للمرة الأولى في أربعينيات القرن العشرين لملء الفراغات في عظم الجمجمة. أجريت أبحاث عديدة على أسمنت العظم ومدى توافقه مع الأنسجة الحية قبل البدء في استخدامه جراحياً، وقد بدأ استخدام أسمنت العظم للمرة الأولى في تثبيت مفصل الفخذ الاصطناعي في خمسينيات القرن العشرين.
واليوم تجرى ملايين العمليات لاستبدال المفاصل التالفة سنوياً، يستخدم أسمنت العظم في أكثر من نصف العدد. ويتميز أسمنت العظم بسهولة استخدامه وطول عمره الافتراضي داخل الجسم عند استخدامه لتثبيت المفاصل الاصطناعية.